# Kate Mulgrew
Kate Mulgrew, född 29 april 1955 i Dubuque i Iowa, är en amerikansk skådespelerska. 
Hon föddes som det andra av åtta syskon. Hon var gift med Tim Hagan, demokratisk politiker i Ohio men skiljdes 2014.
Mellan 1995 och 2001 spelade hon Kathryn Janeway, kapten på rymdskeppet Voyager i TV-serien Star Trek: Voyager. Åren 2003–2005 medverkade hon i Broadway-showen Tea at Five som baserar sig på Katharine Hepburns memoarer. Bland hennes övriga roller finns den kaxiga majoren i Remo – obeväpnad, men livsfarlig. Mellan 2013 och 2019 spelade hon rollen som Red i TV-serien Orange Is the New Black.

## Filmografi

### Filmer
| År   | Titel                               | Roll                                |
| ---- | ----------------------------------- | ----------------------------------- |
| 1980 | A Time for Miracles                 | Mother Seton                        |
| 1981 | Lovespell                           | Isolt                               |
| 1982 | A Stranger is Watching              | Sharon Martin                       |
| 1985 | Remo Williams: The Adventure Begins | Major Rayner Fleming                |
| 1987 | Throw Momma from the Train          | Margaret                            |
| 1992 | Round Numbers                       | Judith Schweitzer                   |
| 1994 | Camp Nowhere                        | Rachel Prescott                     |
| 1995 | Captain Nuke and the Bomber Boys    | Mrs. Pescoe                         |
| 2002 | Star Trek Nemesis                   | Admiral Kathryn Janeway             |
| 2005 | Perception                          | Dr. Mary Smith                      |
| 2008 | The Response                        | Colonel Carol Simms                 |
| 2010 | The Best and the Brightest          | The Player's wife                   |
| 2011 | The Captains                        | Sig själv / Captain Kathryn Janeway |

### TV-serier
| År                            | Titel                                    | Roll                                              |
| ----------------------------- | ---------------------------------------- | ------------------------------------------------- |
| 1974                          | The Six Million Dollar Man               | Lt. Kolby                                         |
| 1975 - 1978, 1983; 1986; 1989 | Ryan's Hope                              | Mary Ryan Fenelli                                 |
| 1975                          | Wide World Mystery: Alien Lover          | Susan                                             |
| 1976                          | The American Woman: Portraits of Courage | Deborah Samson                                    |
| 1978                          | The Word                                 | Tony Nicholson                                    |
| 1978                          | Dallas                                   | Garnet McGee                                      |
| 1979                          | Jennifer: A Woman's Story                | Joan Russell                                      |
| 1979                          | Mrs. Columbo : Kate Loves a Mystery      | Kate Columbo / Callahan                           |
| 1981                          | Manions of America                       | Rachel Clement                                    |
| 1986                          | Skål                                     | Janet Eldridge                                    |
| 1987                          | Hotel                                    | Leslie Chase                                      |
| 1987; 1992; 1994              | Murder She Wrote                         | Sonny Greer, Joanna Grimsky Rollins, Maude Gillis |
| 1988                          | Heartbeat                                | Dr. Joanne Springsteen / Halloran                 |
| 1988                          | Roots: The Gift                          | Hattie Carraway                                   |
| 1991                          | Danielle Steel's 'Daddy'                 | Sarah Watson                                      |
| 1991                          | Man of the People                        | Mayor Lisbeth Chardin                             |
| 1991                          | Fatal Friendship                         | Sue Bradley                                       |
| 1992                          | Batman: The Animated Series              | Red Claw                                          |
| 1992                          | The Pirates of Dark Water                | Cressa                                            |
| 1992                          | Murphy Brown                             | Hillary Wheaton                                   |
| 1993                          | For Love and Glory                       | Antonia Doyle                                     |
| 1995–2001                     | Star Trek: Voyager                       | Captain Kathryn Janeway                           |
| 1996                          | Gargoyles                                | Antonia Reynard / Titania                         |
| 1998                          | Riddler's Moon                           | Victoria Riddler                                  |
| 2006                          | Law & Order: Special Victims Unit        | Assistant US Attorney Donna Geysen                |
| 2007                          | Star Trek: Beyond the Final Frontier     | Herself                                           |
| 2007                          | The Black Donnellys                      | Helen Donnelly                                    |
| 2009                          | Mercy                                    | Jeannie Flanagan                                  |
| 2011                          | NTSF:SD:SUV::                            | Kove                                              |
| 2013–2019                     | Orange Is the New Black                  | Galina 'Red' Reznikov                             |